# Václav Migas
Václav Migas (16. září 1944 – 23. září 2000) byl český fotbalista, obránce a záložník, československý reprezentant, účastník mistrovství světa roku 1970 v Mexiku (odehrál všechny tři zápasy základní skupiny).

## Fotbalová kariéra
V československé reprezentaci sehrál 8 zápasů. Vrcholnou část své kariéry prožil ve Spartě Praha (1963–1974), s níž prožil slavnou "ježkovskou" éru – dvakrát získal titul mistra (1965, 1967), dvakrát hrál čtvrtfinále Poháru mistrů evropských zemí (1966, 1968) a jednou semifinále Poháru vítězů pohárů (1973). Je symbolem věrnosti sparťanskému klubu proto, že byl jeho odchovancem (v mládežnických týmech ho vedl Karel Senecký), i proto, že v roce 1967 odmítl Spartu opustit, přestože vypadl ze základní sestavy a měl nabídky na přestup – raději šel do béčka a bojoval o návrat do A mužstva. Jeho jméno bylo synonymem tvrdosti a zarputilosti také proto, že během kariéry zažil několik ošklivých zranění a dokázal se vždy vrátit na fotbalové trávníky – již jako dorostenec utrpěl při hře vážnou zlomeninu nohy a hrozilo mu ukončení kariéry, další vážné zranění přišlo v roce 1971 po tvrdém faulu útočníka Interu Bratislava Ladislava Petráše (o tomto zákroku se tehdy dlouho diskutovalo, Petráš však dodnes tvrdí, že nešlo o záměr, a vše komentuje slovy „Fotbal není golf“), ale i tehdy se ještě jednou dokázal vrátit na hřiště. Za Spartu sehrál 346 zápasů, ligových z nich bylo 155. Dal 16 gólů (5 ligových). Dorostenecký mistr Československa 1961/62. Vítěz Československého poháru 1972, finalista Československého poháru 1967 a finalista Českého poháru 1974.

## Ligová bilance
| Ročník                                   | Zápasy | Góly | Klub         |
| ---------------------------------------- | ------ | ---- | ------------ |
| 1. československá fotbalová liga 1962/63 | 3      | 0    | Sparta Praha |
| 1. československá fotbalová liga 1965/66 | 12     | 1    | Sparta Praha |
| 1. československá fotbalová liga 1966/67 | 25     | 2    | Sparta Praha |
| 1. československá fotbalová liga 1967/68 | 13     | 0    | Sparta Praha |
| 1. československá fotbalová liga 1968/69 | 20     | 0    | Sparta Praha |
| 1. československá fotbalová liga 1969/70 | 29     | 0    | Sparta Praha |
| 1. československá fotbalová liga 1970/71 | 21     | 2    | Sparta Praha |
| 1. československá fotbalová liga 1971/72 | 15     | 0    | Sparta Praha |
| 1. československá fotbalová liga 1972/73 | 6      | 0    | Sparta Praha |
| 1. československá fotbalová liga 1973/74 | 10     | 0    | Sparta Praha |
| CELKEM                                   | 154    | 5    |              |